# Aston Martin DBR4
Aston Martin DBR4/250 — гоночный автомобиль Формулы-1, разработанный Тедом Каттингом для Aston Martin. Добившись заметных успехов в гонках на спортивных автомобилях с середины 1950-х годов, их кульминацией стала победа в гонке на выносливость «24 часа Ле-Мана» и титул чемпиона мира среди спортивных автомобилей в 1959 году. DBR4 был призван повторить этот успех на высшем уровне — в гонках автомобилей с открытыми колёсами в чемпионате мира Формулы-1.
В значительной степени DBR4 был основан на спортивном автомобиле DB3S, позаимствовав у него базовое шасси и компоновку двигателя. Несмотря на то что DBR4 был протестирован еще в 1957 году, он дебютировал на чемпионатах мира только в 1959 году на Гран-при Нидерландов. В первой гонке за рулём DBR4 стартовали Рой Сальвадори и Кэрролл Шелби. Из-за длительного периода, прошедшего от создания до начала выступлений в чемпионате мира Формулы-1, концепция и многие технологии гоночной машины оказались устаревшими и не позволили ей бороться за высокие места в Гран-при.
В сезоне 1960 года DBR4 был заменён более лёгким Aston Martin DBR5, но когда и тот автомобиль не смог показать конкурентоспособных результатов, Aston Martin решили покинуть Формулу-1, сосредоточившись на более успешных для себя проектах[каких?].

## Конструкция
Будущий гоночный автомобиль Aston Martin с открытыми колёсами обсуждался ещё в 1955 году, а в начале 1956 года на гонках в Австралии и Новой Зеландии был испытан наспех сконструированный прототип, управляемый Реджем Парнеллом. Несмотря на то, что бо́льшая часть гоночного отдела Aston Martin была полностью занята программой спортивных автомобилей, успех тестового прототипа вдохновил Aston Martin всерьёз задуматься об участии в чемпионате Формулы-1. Однако фокус компании на соревнованиях спортивных автомобилей часто подводил команду Формулы-1, для которой задержки разработок стали обычным явлением.
Шасси DBR4 построено на трубчатом каркасе с алюминиевым кузовом. Внутреннее устройство DBR4 было тесно связано со спортивным автомобилем DB3S 1956 года с более плотной «упаковкой» элементов в габариты компактного шасси. Хотя некоторые производители к тому времени уже начали испытания гоночных автомобилей в аэродинамической трубе (например, Bristol 450), аэродинамика в автоспорте всё ещё находилась в зачаточном состоянии. Отчасти поэтому, несмотря на внешне стройный и обтекаемый кузов DBR4, аэродинамика ухудшалась решениями установить большой воздухозаборник и относительно высокое, почти вертикальное, ветровое стекло.
Подвеска автомобиля оснащена двойными поперечными рычагами с цилиндрическими пружинами и телескопическими амортизаторами спереди, системой труб «Де Дион» с торсионными пружинами сзади. Несмотря на то, что в начале 1950-х годов эта конструкция была передовой, к моменту дебюта DBR4 в гонках большинство производителей гоночных автомобилей перешли на независимые подвески спереди с сзади, обеспечивающие лучшую управляемость и контроль машины, чем устаревшая система, используемая в задней части Aston Martin. DBR4 стал последним разработанным автомобилем для участия в Гран-при, в котором использовалась система «Де Дион». Эта же система подвески была адаптирована к спортивному автомобилю DBR3, разрабатывающемуся одновременно с DBR4, но от неё отказались менее чем через год, когда модель DBR3 посчитали неудачной. Для торможения на все колёса устанавливались дисковые тормоза Girling.
DBR4 имеет базовую конструкцию двигателя Aston Martin с двойным верхним распределительным валом и рядным расположении 6 цилиндров, объём — 2,5 литров. Хотя конструкция Тадека Марека представляла собой надёжный и мощный агрегат в виде двигателя дорожного автомобиля объемом 3,7 литра, гоночная версия двигателя с уменьшенной ёмкостью не вполне успешно справлялась с тяжёлым шасси и не лучшей аэродинамикой, а частые отказы двигателя омрачали короткую гоночную карьеру DBR4. В Aston Martin заявляли, что двигатель DBR4 имеет мощность 280 л. с. (210 кВт). Двигатель приводил в движение задние колёса через фирменную коробку передач David Brown, владельца Aston Martin.
В период с 1957 по 1959 год было построено 4 автомобиля Aston Martin DBR4/250, три из которых сохранились. Признавая недостатки автомобиля, команда Aston Martin для сезона 1960 года переработала DBR4 в DBR5. DBR5 была меньше и легче, а модификации двигателя позволили увеличить его мощность. DBR5 также мог похвастаться полностью независимой подвеской, но и это не помогло улучшить результаты по сравнению даже с DBR4.

## Участие в соревнованиях
Aston Martin DBR4/250 был представлен в апреле 1959 года и дебютировал в Сильверстоуне 2 мая в «Международном призе» Британского клуба автогонщиков, не входящем в чемпионат мира Формулы-1.
В этом соревновании участвовали две DBR4, пилотируемые Роем Сальвадори и Кэрроллом Шелби. Сальвадори начал подавать надежды на новой машине, показав третье лучшее время в квалификации, уступив только британцам Стирлингу Моссу и Тони Бруксу за рулём BRM P25 и Ferrari 246 Dino соответственно. Шелби также показал быстрое время круга, заняв шестое место в квалификации. В гонке и Брукс, и Мосс сошли с дистанции из-за механических проблем, но машины Aston Martin показали себя безупречно на бо́льшей части дистанции, прежде чем масляный насос машины Шелби вышел из строя за два круга до финиша. Он занял шестое место, отстав на два круга. Тем не менее, Сальвадори занимал хорошие позиции в гонке и боролся за лидерство. Он показал самый быстрый круг в гонке и финишировал вторым, уступив Джеку Брэбэму на Cooper T51 всего 15,6 секунд.
Дебют DBR4 в чемпионате мира Формулы-1 произошёл 31 мая на Гран-при Нидерландов 1959 года. В квалификации Шелби и Сальвадори смогли занять только 10-е и 13-е соответственно. Во время гонки обе машины сошли на первых кругах из-за проблем с двигателем. Дальнейшие задержки и смещение приоритетов концерна привели к тому, что светло-зелёные машины появились ещё всего только в трёх Гран-при сезона Формулы-1 1959 года. DBR4 не смогли набрать ни одного очка за это время; их лучший результат — 2 шестых места Сальвадори в Великобритании и Португалии. После второго неутешительного выступления на «Международном призе» Британского клуба автогонщиков (Морис Трентиньян приехал десятым, а двигатель Сальвадори вышел из строя на 4 круге), DBR4 появился в практике на Гран-при Нидерландов 1960 года, в которой участвовал Сальвадори, так как DBR5 всё ещё не был готов к сезону 1960 года.
В 1960 году два Aston Martin DBR4 были отправлены в Австралию для местных гонщиков Лекса Девисона и Биба Стилвелла, участвовавших в гонках Formula Libre национальных чемпионатов Австралии и Новой Зеландии. Оснащённый 3-литровым двигателем, автомобиль показал себя лучше, чем за короткую жизнь в Формуле-1; Дэвисон занял на нём второе место на Гран-при Австралии 1960 года. Машина, на которую был установлен 3-литровый двигатель, получила обозначение DBR4/300.

## Результаты в Чемпионате мира Формулы-1
| Легенда к таблице |                                                                    |
| --- | ------------------------------------------------------------------ |
| В таблице перечислены результаты всех Гран-при Формулы-1, в которых использовался автомобиль. Строками таблицы являются сезоны, столбцами — этапы чемпионата мира. В каждой клетке указаны сокращённое название этапа и результат, дополнительно обозначенный цветом. Расшифровка обозначений и цветов представлена в нижеследующей таблице. |                                                                    |
| \| Пример \| Описание \| \| ------------ \| ------------------------------------------------------------------ \| \| 1 \| Победитель \| \| 2 \| Второе место \| \| 3 \| Третье место \| \| 5 \| Финишировал, заработав очки \| \| Сход \| Не финишировал, но при этом заработал очки \| \| 12 \| Финишировал, не получив очков \| \| НКЛ \| Финишировал, но не попал в финальную классификацию \| \| 15 \| Участвовал вне зачёта, либо по отдельной классификации \| \| 18 \| Не финишировал, но попал в финальную классификацию \| \| Сход \| Не финишировал \| \| НКВ \| Не прошёл квалификацию \| \| НПКВ \| Не прошёл предквалификацию \| \| ДСК \| Дисквалифицирован \| \| ИСК \| Исключён из протокола соревнований \| \| ТТ \| Заявлен для участия только в тренировках \| \| НС \| Участвовал в квалификации, но не стартовал в гонке \| \| Т \| Травмирован или болен \| \| ОТК \| Отказ от участия \| \| НТР \| Прибыл на соревнования, но на трассу не выезжал \| \| НПР \| Был заявлен в числе участников, но не прибыл к началу соревнований \| \| О \| Соревнования отменены \| \| \| Не участвовал \| \| Поул-позиция \| \| \| Быстрый круг \| \| |                                                                    |
| Пример | Описание                                                           |
| 1 | Победитель                                                         |
| 2 | Второе место                                                       |
| 3 | Третье место                                                       |
| 5 | Финишировал, заработав очки                                        |
| Сход | Не финишировал, но при этом заработал очки                         |
| 12 | Финишировал, не получив очков                                      |
| НКЛ | Финишировал, но не попал в финальную классификацию                 |
| 15 | Участвовал вне зачёта, либо по отдельной классификации             |
| 18 | Не финишировал, но попал в финальную классификацию                 |
| Сход | Не финишировал                                                     |
| НКВ | Не прошёл квалификацию                                             |
| НПКВ | Не прошёл предквалификацию                                         |
| ДСК | Дисквалифицирован                                                  |
| ИСК | Исключён из протокола соревнований                                 |
| ТТ | Заявлен для участия только в тренировках                           |
| НС | Участвовал в квалификации, но не стартовал в гонке                 |
| Т | Травмирован или болен                                              |
| ОТК | Отказ от участия                                                   |
| НТР | Прибыл на соревнования, но на трассу не выезжал                    |
| НПР | Был заявлен в числе участников, но не прибыл к началу соревнований |
| О | Соревнования отменены                                              |
| | Не участвовал                                                      |
| Поул-позиция |                                                                    |
| Быстрый круг |                                                                    |

| Год  | Команда      | Двигатель  | Шины | Гонщик         | 1   | 2   | 3    | 4   | 5    | 6   | 7   | 8    | 9   | 10  | Место | Очки |
| ---- | ------------ | ---------- | ---- | -------------- | --- | --- | ---- | --- | ---- | --- | --- | ---- | --- | --- | ----- | ---- |
| 1959 | Aston Martin | RB6 2.5 L6 | A    |                | МОН | 500 | НИД  | ФРА | ВЕЛ  | ГЕР | ПОР | ИТА  | США |     | -     | 0    |
| 1959 | Aston Martin | RB6 2.5 L6 | A    | Рой Сальвадори |     |     | Сход |     | 6    |     | 6   | Сход |     |     | -     | 0    |
| 1959 | Aston Martin | RB6 2.5 L6 | A    | Кэрролл Шелби  |     |     | Сход |     | Сход |     | 8   | 10   |     |     | -     | 0    |
| 1960 | Aston Martin | RB6 2.5 L6 | D    |                | АРГ | МОН | 500  | НИД | БЕЛ  | ФРА | ВЕЛ | ПОР  | ИТА | США | -     | 0    |
| 1960 | Aston Martin | RB6 2.5 L6 | D    | Рой Сальвадори |     |     |      | НС  |      |     |     |      |     |     | -     | 0    |